# 함윤호
함윤호(1975년 5월 15일 ~ )은 대한민국의 KBS전주방송총국 아나운서이다.

## 학력
- 성균관대학교 국어국문학과 졸업
- 성균관대학교 대학원 국어국문학과 석사과정 수료

## 경력
제31기 공채 아나운서
- KBS대전방송총국 2005년~?
- KBS전주방송총국 ?~현재

## 과거
- KBS 전주 1TV - KBS 뉴스네트워크
- KBS 전주 2TV - KBS 뉴스타임 전북권
- KBS 전주 1TV - KBS 뉴스광장